# Festival de Woodstock 1994
Pour les articles homonymes, voir Woodstock.
Woodstock '94 est un festival de rock qui fut programmé et mis en place pour fêter les 25 ans du festival alternatif de Woodstock en 1969. Ce festival eut pour légende « 2 More Days of Peace & Music » (2 jours de plus de paix et de musique). La fameuse affiche originale du premier festival fut retravaillée et on y ajouta deux oiseaux à la différence du premier qui n'en avait qu'un sur la guitare.
Le festival devait durer du 13 août 1994 au 14 août mais on y ajouta un troisième jour.
Le festival est aussi appelé « Mudstock » (qui signifie boue) du fait que le temps ces jours-là fut très pluvieux et entraîna de grandes flaques de boue un peu partout sur le site. Des groupes comme Primus ou Green Day en profitèrent pour se battre avec des fans en se lançant de la boue. D'ailleurs un vigile confondit le bassiste de Green Day, Mike Dirnt, avec un fan à cause de la boue qu'il avait sur lui, une bataille s'ensuivit et Mike Dirnt perdit plusieurs dents.
Quant aux membres de Nine Inch Nails, ils arrivèrent couverts de boue après s'être eux aussi battus entre eux.
C'est au cours de la première nuit du festival que le film Clerks, de Kevin Smith, fut présenté en première mondiale, sur les écrans géants de la scène principale, devant deux-cent-mille personnes.
Le festival fut suivi cinq ans plus tard par Woodstock 1999, mais qui fut un désastre loin des principes et des valeurs pacifistes des Woodstock de 1969 et de 1994.

## Participants

### Vendredi 12 août

#### North Stage
- Orleans, Blues Traveler, Jackyl, Del Amitri, Live, King's X, Sheryl Crow, Collective Soul, Candlebox, Violent Femmes

### Samedi 13 août

#### North Stage
- Joe Cocker, Blind Melon, Cypress Hill, Rollins Band, Melissa Etheridge, Crosby, Stills & Nash, Nine Inch Nails, Metallica, Aerosmith

#### South Stage
- The Cranberries, Zucchero, Youssou N'Dour, The Band, Primus, Salt-N-Pepa

### Dimanche 14 août

#### North Stage
- Country Joe McDonald (avec the Fugs), Sisters of Glory (Thelma Houston, Cece Peniston, Phoebe Snow, Mavis Staples et Lois Walden (en)), Arrested Development, Allman Brothers Band, Trafic, Spin Doctors, Porno for Pyros, Bob Dylan, Red Hot Chili Peppers, Peter Gabriel

#### South Stage
- W.O.M.A.D., Hassan Hakmoun & Zahar, Green Day, Paul Rodgers Band (avec Neal Schon de Slash et Andy Fraser), Neville Brothers, Santana

### Jour non renseigné
- Rage Against the Machine
- Jimmy Cliff (avec Rita Marley et Shabba Ranks)
- Counting Crows
- Todd Rundgren